# Заколот
За́колот — збройне повстання, бунт ворожих сил проти державної влади, часто організований у результаті таємної змови.

## Історичний аспект
В історичній перспективі заколоти відбувалися як правило у військовому середовищі, в армії, на флоті, де підлеглі повставали проти влади, зокрема часто проти офіцерського складу, капітанів кораблів. Дуже часто заколот ставав першим етапом революції, або державного перевороту, як наприклад заколот військових під час Громадянської війни в Іспанії. У законодавствах багатьох країн, без огляду на причини, заколот карався смертною карою і жорстоко придушувався як будь-які інші виступи проти державної влади. Повстання знедолених проти гніту влади часто знаходили підтримку серед письменників, художників та інтелектуалів, що знайшло відображення у численних романах, картинах та кінофільмах про заколоти. У сучасному контрактному праві заколот є одним із форс-мажорних обставин.
У Речі Посполитій мали місце декілька заколотів шляхти проти влади короля, які мали назву «рокош» або ж «кокош».

## Відомі заколоти
- Рокош (1537)
- Заколот на «Баунті»
- Корніловський заколот
- Заколот на броненосці «Князь Потьомкін-Таврійський»
- Виступ полуботківців
- Заколот на «Сторожовому»
- Серпневий путч
- Ісламістський заколот у Мозамбіку
- Військовий переворот у Нігері (2023)